# Alexa Chung
Alexa Chung (ur. 5 listopada 1983) – brytyjska prezenterka telewizyjna i modelka.

## Kariera modelki
Karierę modelki Alexa rozpoczęła, gdy miała 16 lat. Pozowała głównie dla magazynów młodzieżowych, takich jak Elle Girl i Cosmo Girl. Pojawiła się w reklamach Fanty, Sony Ericsson i Sunsilk. Wystąpiła też w teledyskach The Streets, Westlife i The Last Shadow Puppets.

## Kariera telewizyjna
W 2006 roku Alexa zaczęła pracować dla brytyjskiej stacji Channel 4. Początkowo wraz z Alexem Zane prowadziła audycję radiową Popworld. W 2008 wraz z Gok Wanem prowadziła program ,,Gok's fashion fix". W 2009 roku prowadziła własny show It's On with Alexa Chung, emitowany w amerykańskim MTV.
Teraz na brytyjskim kanale MTV Rocks prowadzi "Gonzo with Alexa Chung"
Od sierpnia 2011 jest nową twarzą marki Vero Moda.